# Gornja Đogića mlinica
Gornja Đogića mlinica u selu Zmijavcima, općina Zmijavci.

## Opis
Đogića mlinica nalazi se na rijeci Vrljici nizvodno od Kamenmosta u Zmijavcima. Manja jednostavna mlinica s vanjskim kolom “na tumbaz“ s jednim mlinom nastala krajem 19. ili početkom 20 stoljeća. Mlinica je sanirana te je u funkciji.

## Zaštita
Pod oznakom Z-4624 zavedena je kao nepokretno kulturno dobro - pojedinačno, pravna statusa zaštićena kulturnog dobra, klasificirano kao "javne građevine".